# Lectura Ovidii
Lectura Ovidii è un film documentario del 2019 scritto e diretto da Davide Cavuti.
Il film è liberamente ispirato alle opere del poeta Publio Ovidio Nasone (gli Amores, le Metamorfosi e i Tristia) ed è stato presentato in prima mondiale all'Italian Contemporary Film Festival di Toronto, dove il regista ha vinto l'Award of Excellence.

## Trama
La vita dell'illustre poeta latino viene ricostruita attraverso le parole degli studiosi Domenico Silvestri, Nicola Gardini, e le lecturae degli attori Michele Placido, Lino Guanciale, Ugo Pagliai, Giorgio Pasotti, Maddalena Crippa. Si ripercorre, inoltre, la vicenda dell’esilio di Ovidio nella città di Tomi.

## Produzione
Il film è stato prodotto da MuTeArt Film. Hanno collaborato alla realizzazione della pellicola l'Istituto d’Istruzione Superiore Ovidio, il MIUR, l’Agiscuola Abruzzo. Il film è stato girato nelle città di Sulmona, Atri, Ortona, Roma.

## Distribuzione
Il film è stato presentato in selezione ufficiale il 16 giugno 2019 a Toronto al Festival ICFF. Il 4 settembre 2019 è stato presentato all'Hotel Excelsior durante la 76ª Mostra internazionale d'arte cinematografica di Venezia in collaborazione con Italian Pavilion e Fondazione Ente dello Spettacolo.

## Riconoscimenti
- 2019 – Italian Contemporary Film Festival
  - Award of Excellence a Davide Cavuti
- 2020 – Premio Ovidio Giovani[7]
  - a Pino Ammendola
  - a Maria Rosaria Omaggio
  - Special Award a Davide Cavuti per la regia
  - Special Award a Matteo Veleno per la fotografia
  - Special Award a Domenico Silvestri per la consulenza scientifica
  - Special Award ad Annalisa Di Piero per i costumi